# 中尾直勝
中尾 直勝（なかお なおかつ、嘉永3年11月11日（1850年12月14日） - 昭和13年（1938年）1月8日）は、日本の剣道家、政治家。流派は直指流、神道無念流。称号は大日本武徳会剣道範士（追贈）。大分郡大分町会議員。

## 経歴
生国は豊後国府内（現大分県大分市）。大給松平家府内藩士中尾直政の長男として生まれ、学問は藩校遊焉館で学ぶ。
武術は6歳から剣術、槍術、弓術、馬術を学び、特に剣術では府内藩剣道指南役直指流の木戸孫九郎門下の逸材とうたわれ、18歳で目録、のち免許皆伝。また柴江運八郎から神道無念流の免許皆伝（1873年〈明治6年〉順免許、1887年〈明治20年〉目録及び皆伝巻）を授かる。
旧藩時代は府内藩士近自習役を務め、明治維新後は大分県庁官吏（裁判所書記）。1877年（明治10年）、西南戦争のとき官吏らを引き連れて大分県竹田に出兵。同年10月岩手県庁第一課総務に出向して函館街道、北上川整備事業に従事。
剣道では大分刑務所、大分警察署、大分県立大分中学校の教授嘱託（自1902年（明治35年）4月-至1912年（明治45年）3月）勤続表彰。特に1902年（明治35年）、大日本武徳会大分支部の創立に尽力し、その後は大日本武徳会で日本古来の武道の振興と教育のために生涯を捧げた。大分県下の門弟数千人に上る。
大日本武徳会教士中最高齢の89歳で逝く。範士称号の稟申。大日本武徳会剣道範士の中尾直勝翁の葬儀は、武徳会関係、学校、警察、諸官庁各方面により盛大に執行された。墓所は大分県大分市、善巧寺。
なお、政治家としては大分県大分郡大分町、町会議員12年在職、報労銀盃表彰。同区長8年在職。実業では1897年（明治30年）麦稈業及び帽子製造業、率先功績により銀盃表彰される。

## 大日本武徳会関係
- 1902年（明治35年）、武徳会大分支部創立者の一人。
- 1903年（明治36年）、武徳会大分支部剣道教師[2]。
- 1910年（明治43年）、武徳会総裁の伏見宮貞愛親王の御旨、会長男爵大浦兼武褒賞[2]。
- 1911年（明治44年）、精錬証[2]。
- 1912年（大正元年）、剣道教士称号[2]。
- 1915年（大正4年）、御前試合出場[1]。
- 1926年（大正15年）、第30回武徳会本部武徳祭大演武会。77歳の老齢で壮者をしのぐ武技を演じ、総裁の久邇宮邦彦王の御旨、会長本郷房太郎大将褒賞[1][5]。
- 大日本武徳会本部武徳祭大演武会には、毎年86歳まで上京し演武出場[1]。

## 逸話

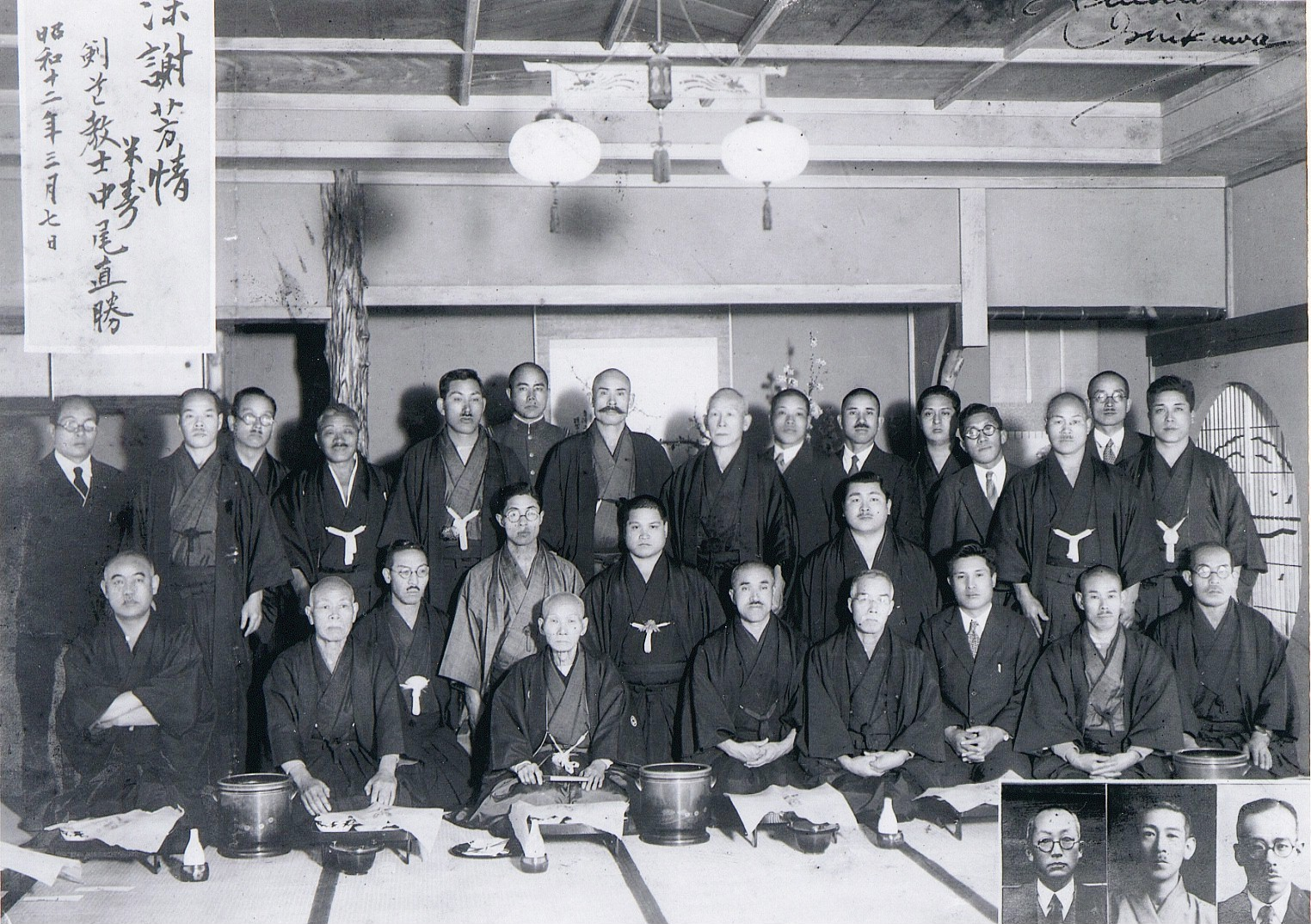
米寿を祝った際の写真

- 直指流、神道無念流中尾直勝は、60歳のときが最も油の乗り切ったときで50歳位までは無鉄砲な行為があった。しかし、一生を通じて喧嘩と名のつくこともやらなかったが、1885年（明治18年）ごろ（1888年〈明治21年〉の誤り）、「神道無念流柴江運八郎、上田光重と一緒に徳島県まで他流試合に旅したときがおもしろかつた」と語っている[1]。そして、このとき1888年（明治21年）8月13日に徳島下助仁の上田邸内で津田一伝流津田一敬、および津田一伝流兼自得真刀流の上田省吾、同梶村文市、同長江亀太郎と他流試合をした、と中尾直勝の撃剣武名録にある[6]。
- 直指流、神道無念流中尾直勝20歳のとき、1870年（明治3年）5月、6月の2か月にわたり「岡藩をはじめ豊後諸藩の演武場で剣士361名と他流試合をした」と中尾直勝の英名録にある[7]。

## 家族・親族
節子（通称奥セツ女）夫人は、漆島姓の宇佐神宮官人代、ときには政所権検校職に任じられたこともある奥氏の出であり、また、奥並継（維新・明治期の志士、国学者、明治期日本の大蔵官僚）は叔父にあたる。